# Ciclisme als Jocs Olímpics d'estiu 2008 - Velocitat per equips masculina
La prova de velocitat per equips masculina dels Jocs Olímpics de Pequín 2008 es va disputar al velòdrom de Laoshan el 15 d'agost de 2008.
Aquesta prova de ciclisme en pista consta de diverses rondes a salvar. Cada equip està format per tres ciclistes, i cada cursa consta de tres voltes al velòdrom, en què cada ciclista ha de liderar una de les voltes. A la primera ronda cada equip busca fer el millor temps, classificant-se els vuit primers. A la següent ronda aquests vuit equips s'enfronten entre ells en grups de dos segons l'ordre següent: 1r contra 8è, 2n contra 7è, 3r contra 6è i 4t contra 5è. Els 4 vencedors continuen endavant, enfrontant-se els dos millors temps per la medalla d'or i els altres dos per a la de bronze.

## Medallistes
| Or                                                 | Plata                                                   | Bronze                                                  |
| Regne Unit · Chris Hoy · Jason Kenny · Jamie Staff | França · Gregory Bauge · Kévin Sireau · Arnaud Tournant | Alemanya · René Enders · Maximilian Levy · Stefan Nimke |

## Equips participants
Tretze equips, de tres ciclistes cadascun, prenen part en aquesta prova.
| Polònia · - Maciej Bielecki - Kamil Kuczynski - Lukasz Kwiatkowski Estats Units - Michael Blatchford - Adam Duvendeck - Giddeon Massie Txèquia - Tomas Babek - Adam Ptacnik - Denis Spicka Grècia - Athanasios Mantzouranis - Vasileios Reppas - Panagiotis Voukelatos Malàisia - Azizul Hasni Awang - Josiah Ng - Mohd Rizal Tisin | R.P. de la Xina - Feng Yong - Li Wenhao - Zhang Lei Japó - Kiyofumi Nagai - Tomohiro Nagatsuka - Kazunari Watanabe Austràlia - Daniel Ellis - Mark French - Shane Kelly Rússia - Sergey Polynskiy - Denís Dmítriev - Sergey Kucherov | Regne Unit - Chris Hoy - Jason Kenny - Jamie Staff Alemanya - René Enders - Maximilian Levy - Stefan Nimke França - Gregory Bauge - Kévin Sireau - Arnaud Tournant Països Baixos - Theo Bos - Teun Mulder - Tim Veldt |

## Qualificació
Els vuit primers equips es classifiquen per a la següent ronda
| Posició | País            | Temps        |
| ------- | --------------- | ------------ |
| 1.      | Regne Unit      | 42" 950 (WR) |
| 2.      | França          | 43" 541      |
| 3.      | Alemanya        | 44" 197      |
| 4.      | Països Baixos   | 44" 213      |
| 5.      | Austràlia       | 44" 335      |
| 6.      | Japó            | 44" 454      |
| 7.      | Malàisia        | 44" 752      |
| 8.      | Estats Units    | 45" 346      |
| 9.      | R.P. de la Xina | 45" 556      |
| 10.     | Grècia          | 45" 645      |
| 11.     | Txèquia         | 45" 678      |
| 12.     | Rússia          | 45" 964      |
| 13.     | Polònia         | 45" 266      |

## Primera ronda
Els quatre equips vencedors passen a lluitar per les medalles
| País          | Temps   | Posició |
| ------------- | ------- | ------- |
| Austràlia     | 44" 090 | 4       |
| Països Baixos | 44" 212 | 5       |

| País     | Temps   | Posició |
| -------- | ------- | ------- |
| Alemanya | 43" 699 | 3       |
| Japó     | 44" 437 | 6       |

| País     | Temps   | Posició |
| -------- | ------- | ------- |
| França   | 43" 656 | 2       |
| Malàisia | 44" 822 | 7       |

| País         | Temps   | Posició |
| ------------ | ------- | ------- |
| Regne Unit   | 43" 034 | 1       |
| Estats Units | 45" 423 | 8       |

## Final
Els dos millors equips de la ronda anterior s'enfronten entre ells per decidir la medalla d'or.
| País       | Temps   | Posició |
| ---------- | ------- | ------- |
| Regne Unit | 43" 128 | Or      |
| França     | 43" 651 | Plata   |

| País      | Temps   | Posició |
| --------- | ------- | ------- |
| Alemanya  | 44" 014 | Bronze  |
| Austràlia | 44" 022 | 4       |